# Kanárský proud

Mapa mořských proudů na Zemi

Kanárský proud je studený mořský proud v severní části Atlantského oceánu. Golfský proud se přibližně na 40° s. š. a 30° z. d. se rozděluje na dvě větve. Kanárský proud je jižní větví, na sever směřuje Severoatlantský proud.
Kanárský proud proudí podél afrického kontinentu přes Kanárské ostrovy až k pobřeží Senegalu a Kapverdských ostrovů, kde se spojuje se Severním rovníkovým proudem. Proud chladné vody zmírňuje klimatické podmínky na Kanárských ostrovech, které by na ostrovech panovaly podle jejich zeměpisné šířky. Dosahuje délky okolo 500 kilometrů a má směr severovýchod - jihozápad. Rychlost pohybu vody je relativně nízká (0,25 cm/s), ale v úžinách mezi ostrovy El Hierro, La Palma, La Gomera, Tenerife a Gran Canaria dosahuje hodnoty 60 cm/s.